# Willem Zijlstra
Willem Zijlstra (1 maart 1965) is een Nederlands televisie- en filmproducent.

## Levensloop
Zijlstra begon als scenarioschrijver bij Doctor Proctor Scripts, verantwoordelijk voor de soaps Goede tijden, slechte tijden en Onderweg naar Morgen. Lange tijd werkte hij freelance als producent, totdat hij eind jaren negentig werd aangesteld als Hoofd Drama bij Endemol. In deze functie was hij verantwoordelijk voor series als Gooische Vrouwen (RTL), Baantjer (RTL) en Evelien (SBS). In 2006 vertrok hij bij Endemol en droeg hij zijn functie over aan Peter Römer en Remco Kobus. Zijlstra richtte zijn eigen productiehuis op, Four One Media. Dit bedrijf was verantwoordelijk voor de productie van series als De co-assistent (2007-2010) en S1NGLE (2008-2010). De serie Levenslied werd door Zijlstra zelf bedacht.
In april 2010 werd bekend dat hij Monica Galer zou opvolgen als managing director bij Blue Circle. Het productiehuis produceert populaire programma's als Boer zoekt Vrouw en RTL Boulevard. Galer ging aan de slag voor Fremantle Media, het moederbedrijf van Blue Circle. Inmiddels is Zijlstra's productiehuis Four One Media ingelijfd bij Fremantle Media.

## Filmografie

### Producent
- 2025 - De film van Rutger, Thomas & Paco
- 2015 - Bagels & Bubbels
- 2015 - Noord Zuid
- 2014-2015 - Celblok H
- 2014 - Heer & Meester
- 2013 - RTL Late Night
- 2012-2014 - Dokter Tinus
- 2011 - Raveleijn
- 2011 - Levenslied
- 2010 - Marjolein en het geheim van het slaapzand
- 2009 - Dol
- 2008-2010 - S1ngle
- 2007-2008 - De co-assistent
- 2006 - Evelien
- 2005-2006 - Gooische Vrouwen
- 2004-2006 - Grijpstra & De Gier (36 afleveringen)
- 2004-2006 - Goede tijden, slechte tijden
- 2004-2006 - Kees & Co
- 2004 - De erfenis
- 2003 - Pipo en de p-p-parelridder
- 2003 - Het Zonnetje in Huis
- 2002-2006 - Onderweg naar Morgen (73 afleveringen)
- 2002 - Spangen
- 2001-2006 - Baantjer (50 afleveringen)
- 2001-2003 - SamSam

### Regisseur
- 2014 - Heer & Meester